# Conferência das Nações Unidas sobre Comércio e Desenvolvimento
A ONU Comércio e Desenvolvimento (UNCTAD) é uma organização intergovernamental dentro do Secretariado das Nações Unidas que promove os interesses dos países em desenvolvimento no comércio mundial. Foi criada em 1964 pela Assembleia Geral das Nações Unidas (AGNU) como Conferência das Nações Unidas sobre Comércio e Desenvolvimento, mas renomeada para seu nome atual por ocasião de seu 60º aniversário em 2024. Ela se reporta à Assembleia Geral e ao Conselho Econômico e Social das Nações Unidas (ECOSOC). A UNCTAD é composta por 195 estados-membros e trabalha com organizações não governamentais em todo o mundo; seu secretariado permanente fica na UNOG em Genebra.
É o órgão da Assembleia Geral das Nações Unidas que busca promover integração de países em desenvolvimento na economia mundial e atual como fórum para deliberações intergovernamentais, apoiado por debates com especialistas e intercâmbio de experiências. Também desenvolve pesquisas, análises de políticas e coleta de dados para debates de representantes do governo e especialistas.
As conferências da UNCTAD ocorrem normalmente a cada quatro anos e quinze reuniões subsequentes ocorreram em todo o mundo, com a mais recente realizada virtualmente em Bridgetown, Barbados, devido à pandemia de COVID-19, de 25 a 30 de abril de 2021.

## Lista de secretários-gerais e responsáveis
| Nº | Secretário-Geral      | Datas no cargo                                  | País de origem | Observações         |
| -- | --------------------- | ----------------------------------------------- | -------------- | ------------------- |
| 1  | Raúl Prebisch         | 1963–1969                                       | Argentina      |                     |
| 2  | Manuel Pérez Guerrero | 1969–1974                                       | Venezuela      |                     |
| 3  | Gamani Coreia         | 1974–1984                                       | Sri Lanka      |                     |
| 4  | Alister McIntyre      | 1985                                            | Granada        | Oficial encarregado |
| 5  | Kenneth K. S. Dadzie  | 1986–1994                                       | Gana           |                     |
| 6  | Carlos Fortin         | 1994–1995                                       | Chile          | Oficial encarregado |
| 7  | Rubens Ricupero       | 1995–2004                                       | Brasil         |                     |
| 8  | Carlos Fortin         | 2004–2005                                       | Chile          | Oficial encarregado |
| 9  | Supachai Panitchpakdi | 1 de setembro de 2005 – 30 de agosto de 2013    | Tailândia      |                     |
| 10 | Mukhisa Kituyi        | 1 de setembro de 2013 – 15 de fevereiro de 2021 | Quênia         |                     |
| 11 | Isabelle Durant       | 15 de fevereiro de 2021 – 11 de junho de 2021   | Bélgica        | Oficial encarregado |
| 12 | Rebeca Grynspan       | Desde 11 de junho de 2021                       | Costa Rica     |                     |